# Copa Wantok 2011
La Copa Wantok 2011 fue la séptima edición del irregular torneo heredero de la Copa Melanesia. Constó simplemente en un partido entre Vanuatu y las Islas Salomón jugado en territorio vanuatuense, que terminó 2-0 a favor de la selección local. A pesar de todo, es cuestionado si realmente fue una edición de la Copa Wantok, ya que a pesar de ser un partido en festejo de la independencia de uno de los dos países, nunca recibió oficialmente la denominación de "Wantok Cup".
| 30 de julio de 2011 | Vanuatu                 | 2:0 | Islas Salomón |  |  |
|                     | August 52' · Tangis 76' |     |               |  |  |